# Aura Sibila Benjamín
Aura Sibila Benjamín (Panamá, 26 de abril de 1970) es una escritora, artista plástica y educadora que se ha destacado en la poesía.
Es graduada del programa de Maestría en Estudios Avanzados en Literatura Española y Latinoamericana de la Universidad Internacional de La Rioja, del Diplomado en Creación Literaria de la Universidad Tecnológica de Panamá y del Programa de Formación de Escritores del Ministerio de Cultura de Panamá. Su formación artística la obtuvo en la Facultad de Arquitectura de la Universidad de Panamá.
Su práctica artística ha sido la acuarela y el arte textil. Además de los libros, su obra literaria aparece en revistas y antologías.

## Publicaciones

### Poesía
- Lo que me enseñó la noche (Toronto: El Hacedor, 2022) ISBN 978-1775-109-55-6[6]

### Antologías
- Doce por tres (Panamá: Foro/Taller Sagitario, 2018). Cuento. ISBN 978-9962-5577-8-4
- 26 lágrimas de luz (Panamá: Ed. Mariano Arosemena, 2017). Poesía. ISBN 978-9962-56-035-7